# Lords of the Fallen (2023)
Lords of the Fallen ist ein Action-Rollenspiel von Entwickler Hexworks und Publisher CI Games. Das Reboot des 2014 veröffentlichten Lords of the Fallen erschien am 13. Oktober 2023 für Windows, Xbox Series und PlayStation 5.
Das Soulslike mit Dark-Fantasy-Setting wird aus Third-Person-Perspektive gespielt. Der Spieler bekämpft computergesteuerte Gegner mit Nahkampfwaffen und Magie. Das Spiel bietet auch einen kooperativen Modus für zwei Spieler sowie einen Spieler-gegen-Spieler-Modus.

## Handlung und Spielprinzip
Die Handlung des Computerspiels findet 1000 Jahre nach dem gleichnamigen Vorgänger statt. Der Spieler übernimmt die Rolle des Lichtträgers, der die sogenannte Umbral-Laterne mit sich führt. Dabei handelt es sich um ein mächtiges Artefakt, das den Träger zwischen den Ebenen der Lebenden (Axiom) und Toten (Umbral) wechseln lässt. Der Wechsel zwischen diesen beiden Welten stellt ein zentrales Spielelement dar.
Der Spieler macht sich auf den Weg um fünf Leuchtfeuer zu reinigen, die von Anhängern des Dämonengottes Adyr bedroht werden, um jenen aus seinem Gefängnis zu befreien.
Es handelt sich wie beim Vorgänger um ein Action-Rollenspiel aus der Schulterperspektive. Lords of the Fallen wird dem Subgenre der Soulslikes zugeordnet, denen ein besonders hoher Schwierigkeitsgrad zugeschrieben wird. Das gemeinsame Spielen zweier Spieler über eine Online-Verbindung im Koop ist möglich.

## Entwicklung
Ein Nachfolger zum 2014 erschienenen ersten Lords of the Fallen wurde ursprünglich bereits im Dezember 2014 angekündigt. Nachdem der polnische Publisher CI Games dem Entwickler des Vorgängers 2015 mangelhafte Ausführung vorwarf, erklärte man 2018, dass das 2015 in New York gegründete Studio Defiant die weitere Entwicklung übernehme. Auch diesem Entwickler entzog man das Projekt allerdings ein Jahr später wieder. Das Spiel sollte nun bei CI Games intern entwickelt werden und eine Veröffentlichung für das Jahr 2020 wurde ausgeschlossen. Im Jahr 2022 wurde schließlich das nachfolgende Jahr als Erscheinungstermin für das nun bei dem zu CI Games gehörenden Studio Hexworks in Entwicklung befindliche Spiel bekannt gegeben. Während zuvor noch von Lords of the Fallen 2 die Rede war, bewarb man das Spiel zu diesem Zeitpunkt unter dem Titel The Lords of the Fallen. Ein 2022 veröffentlichter Trailer wurde von Schauspielerin Milly Alcock gesprochen. 2023 gab man schließlich die Namensänderung zu Lords of the Fallen bekannt, was vom Onlinemagazin 4Players aufgrund der Namensgleichheit zum Vorgänger als „bizarr“ bezeichnet wurde. Diesem verpasste man unterdes den Zusatz „2014“. Das neue Lords of the Fallen erschien schließlich am 13. Oktober 2023.
Für das technische Grundgerüst kam die Unreal Engine 5 zum Einsatz.
Sowohl Deck13, dem Entwickler des Vorgängers, als auch dem anschließend eingesetzten Entwicklerstudio Defiant wurde seitens des Publishers CI Games öffentlich mangelhafte Erfüllung des Vertrags vorgeworfen.

## Rezeption
Laut Wertungsaggregator Metacritic erhielt die PC-Version von Lords of the Fallen „im Allgemeinen positive“ Bewertungen der Computerspielpresse, während die PlayStation-5-Version „gemischt oder durchschnittlich“ abschnitt. Laut OpenCritic empfehlen 56 Prozent der Kritiker das Spiel. IGN hob innovative Spielmechaniken und eine schöne Spielwelt hervor, kritisierte jedoch technische Unausgereiftheit und enttäuschende Bosskämpfe. In GamesRadar+ wurden vielseitige Kampftechniken und eine treffende Umsetzung der Soulslike-Formel gelobt, während die Erzählung zu wenig über die Kulisse des Spiels hinausginge und die Schwierigkeitsgrade unausgeglichen seien. Insgesamt fehle es dem Titel im Vergleich zu Konkurrenten wie Dark Souls und Elden Ring an Charakter.

„Packendes und atmosphärisches Souls-Like, das mit düsterer Atmosphäre, spannendem Weltendesign und präzisem Kampfsystem punktet.“

### Spielerzahlen
In den ersten 10 Tagen nach Release soll sich das Spiel bereits mehr als 1 Million Mal verkauft habe.
Im Juli 2025 gab man per Social-Media-Account bekannt, dass Lords of the Fallen von mehr als 5,5 Millionen Spielern gespielt wurde. Dabei handle es sich laut Gamereactor Deutschland allerdings nicht um reine Verkaufszahlen, da das Spiel auch in Abonnement-Diensten wie dem Game Pass verfügbar sei.

## Nachfolger
Ein Nachfolger soll 2026 erscheinen und auf dem PC exklusiv im Epic Games Store angeboten werden. Eine entsprechende Vereinbarung wurde im Juni 2024 zwischen Epic Games und Publisher CI Games unterzeichnet.